# Mike Grey
Mike Grey (født 28. april 1975) er en dansk ishockeyspiller. Han spiller center-forward for Frederikshavn White Hawks, som kaptajn/leder for holdet  med nummer 23 på ryggen.
Mike Grey har spillet for Frederikshavn White Hawks siden han debuterede på førsteholdet i 1992/1993, han har siden spillet 813 førsteholdskampe for holdet og har dermed rekorden for flest kampe i Danmark. Han har lavet 539 point for førsteholdet.
Han har spillet 5 B-VM og 2 A-VM og har været en stor del af den danske trup der fik Team Danmark i A-VM. Han har i alt optrådt for Team Danmark i 166 kampe og afsluttede sin karriere på landsholdet 04/05 i A-VM i Østrig. Inden han stoppede fik han lavet 55 Point (29 mål og 26 assists)